# Comunità territoriale di Čerkasy
La Comunità territoriale urbana di Čerkasy (in ucraino Черка́ська міська територіальна громада?, Čerkásʹka міська terytorial'na hromada) è una hromada ucraina, situata nell'omonimo raion e nell'omonimo oblast'. Il suo centro amministrativo è la città di Čerkasy.
L'area della comunità è di 76,8 km² e una popolazione, al 2023, di 286 037 abitanti.

## Suddivisioni
Oltre alla città di Čerkasy, nel territorio della comunità si trova il villaggio di Oršanec'.